# Pseudoclausia longiseta
Pseudoclausia longiseta – gatunek widłonoga z rodziny Clausiidae. Nazwa naukowa tego gatunku skorupiaków została opublikowana w 1963 roku przez zoologów Charles’a Bocqueta i Jana H. Stocka.